# Yilen Gómez Maqueo Chew

## Biografía
Gómez Maqueo Chew nació en Hermosillo, Sonora y desde pequeña se mostró interesada en la astronomía. y realizó sus estudios universitarios de ingeniería física industrial en el Instituto Tecnológico y de Estudios Superiores de Monterrey, y posteriormente cursó un par de maestrías en ingeniería con especialidad en energía y medio ambiente en la École Polytechnique Féminine en Francia, y en la Universidad Vanderbilt en Nashville, Tennessee, donde también estudió un doctorado en física. Cabe señalar que hizo su estancia universitaria en L'Institut de Mécanique Céleste et de Calcul des Éphémérides del Observatorio de París, con un proyecto acerca de la reducción de datos astrométricos de lunas y satélites de Júpiter y de Saturno, mientras que su proyecto de posdoctorado se llevó a cabo en la Universidad de la Reina de Belfast, en Irlanda del Norte.
Desde 2014 es investigadora en Instituto de Astronomía de la Universidad Nacional Autónoma de México, y sus obras se centran en el análisis y detección de sistemas planetarios extrasolares y estrellas de baja masa.
En 2016 asumió la coordinación internacional del proyecto «Antoine de Saint-Exupéry» —en referencia al escritor homónimo—, en el que colaboran otros científicos como James Peebles y que tiene como misión la «exploración de exoplanetas que tengan una superficie y continentes como la Tierra, además de presión y temperatura, de tal forma que se pueda mantener el agua líquida, pues son las condiciones que darían lugar a una vida como la de nosotros», en especial «planetas transitantes alredññ llamadas enanas ultrafrías». Hasta febrero de 2021 se habían descubierto siete exoplanetas con tales características.
A finabezado por Gómez Maqueo Chew descubrió dos exoplanetas que orbitan alrededor de la estrella enana roja TOI-1266, usando la metodología de tránsitoos se publicaron en la revista Astronomy and Astrophysics. Pese al cierre del Observatorio Astronómico Nacional San Pedro Mártir por l gracias a las cámaras instaladas en la estación meteorológica.